# Calotă polară

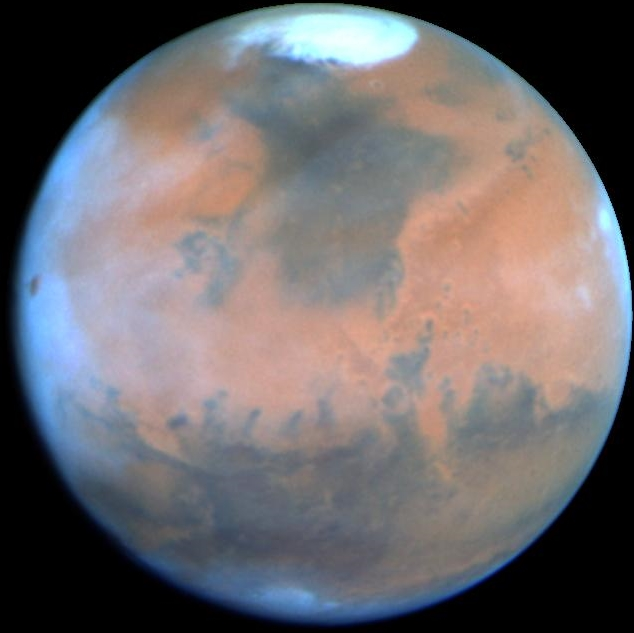
Calotele polare de pe Marte, cu întreaga calotă nordică vizibilă, așa cum a fost surprinsă de Telescopul Spațial Hubble

O calotă polară este o regiune de latitudine înaltă a unei planete, a unei planete pitice sau a unui satelit natural care este acoperită de gheață.
Nu există nicio cerință în ceea ce privește mărimea sau compoziția pentru ca o masă de gheață să fie numită calotă polară, nici vreo cerință geologică pentru ca aceasta să se afle deasupra uscatului, ci doar că trebuie să fie o masă de materie în fază solidă în regiunea polară. Acest lucru face ca termenul de "calotă polară" să fie oarecum impropriu, deoarece termenul de calotă polară se aplică mai strict corpurilor care se află deasupra uscatului și care acoperă mai puțin de 50.000 km2: corpurile mai mari sunt denumite calote glaciare.
Compoziția gheții variază. De exemplu, calotele polare de pe Pământ sunt formate în principal din apă înghețată, în timp ce calotele polare de pe Marte sunt un amestec de dioxid de carbon solid și apă înghețată.
Calotele polare se formează deoarece regiunile de latitudine înaltă primesc mai puțină energie sub formă de radiații solare de la Soare decât regiunile ecuatoriale, ceea ce duce la temperaturi mai scăzute la suprafață.
În ultimii 12.000 de ani, calotele polare ale Pământului s-au schimbat dramatic. Variațiile sezoniere ale calotelor polare au loc datorită absorbției variate a energiei solare pe măsură ce planeta sau luna se rotește în jurul Soarelui. În plus, la scara timpului geologic, calotele polare pot crește sau se pot micșora din cauza schimbărilor climatice.

## Pământ

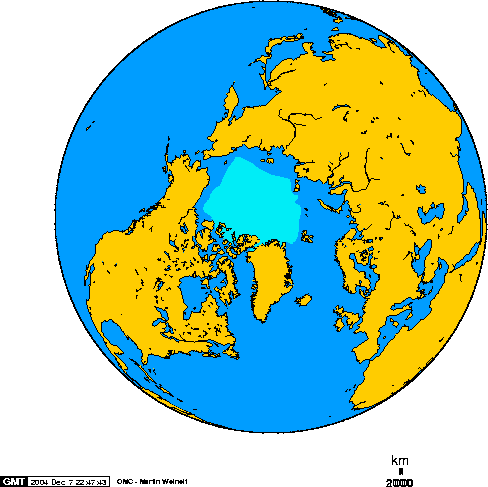
Extinderea gheții arctice în septembrie 1978 - 2002
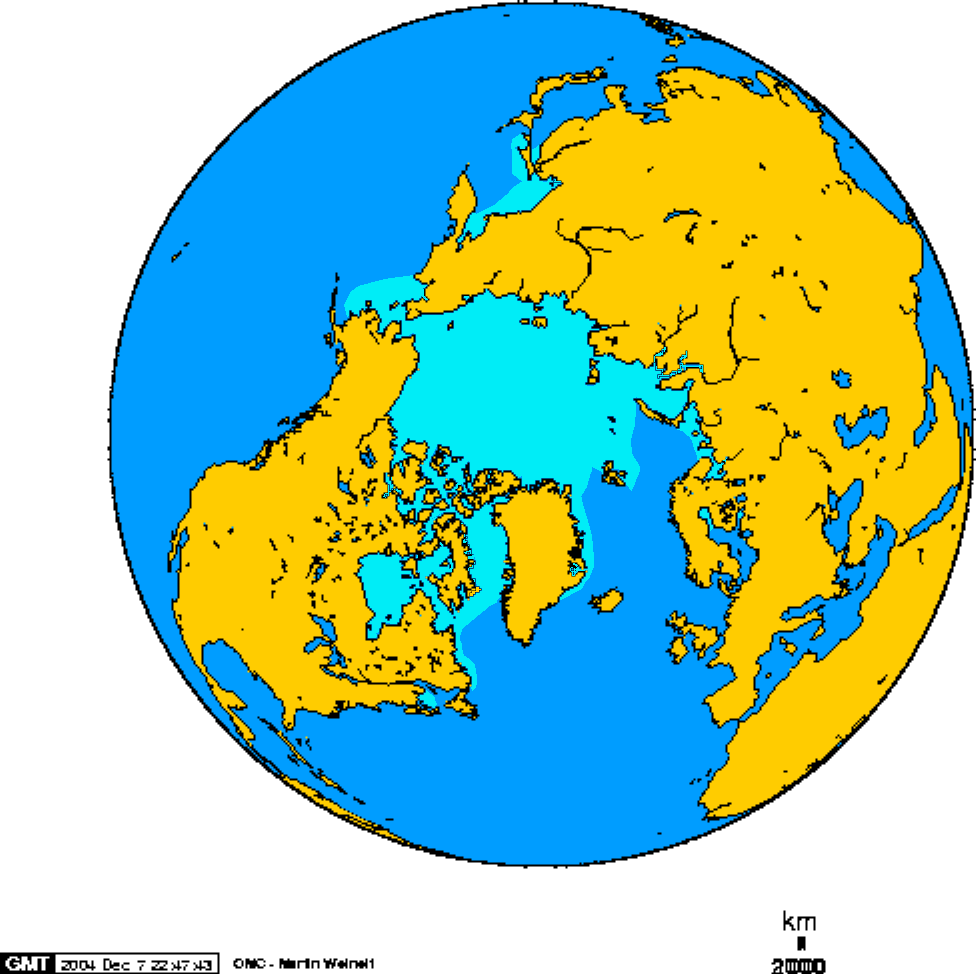
Extinderea gheții arctice în februarie 1978 - 2002
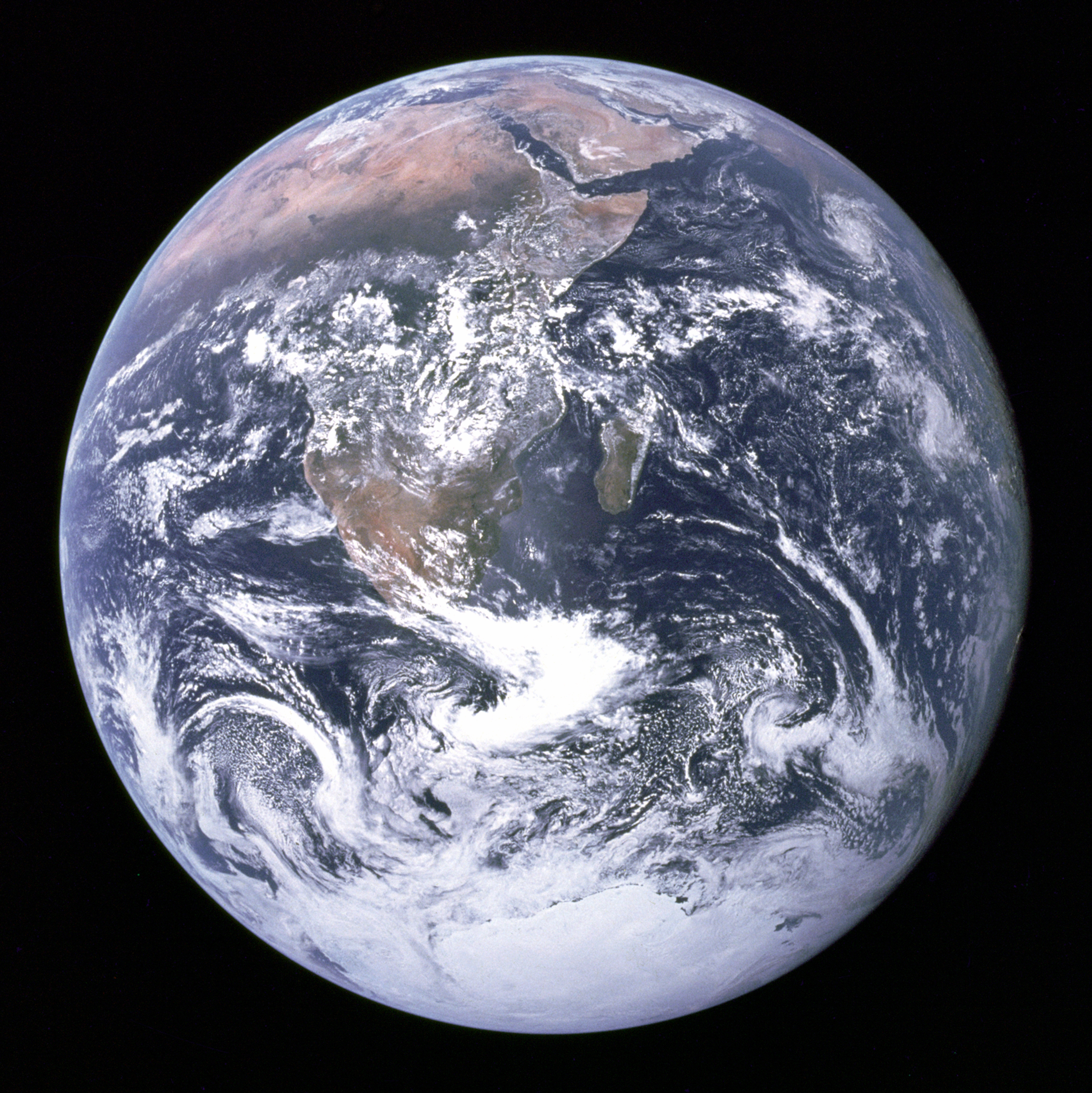
The Blue Marble, Pământul văzut de pe Apollo 17, cu calota polară sudică vizibilă (mulțumită NASA)

### Topirea calotei polare polare nordice
Polul Nord al Pământului este acoperit de gheață plutitoare (banchiză) în Oceanul Arctic. Porțiunile de gheață care nu se topesc în mod sezonier pot deveni foarte groase, cu o grosime de până la 3-4 metri pe suprafețe mari, cu creste de până la 20 de metri. Gheața de un an are, de obicei, o grosime de aproximativ 1 metru. Suprafața acoperită de banchiză variază între 9 și 12 milioane de km2. În plus, calota glaciară din Groenlanda acoperă aproximativ 1,71 milioane de km2 și conține aproximativ 2,6 milioane km3 de gheață. Atunci când gheața se desprinde, formează aisberguri împrăștiate în Atlanticul de Nord.
Potrivit Centrului Național de Date privind Zăpada și Gheața, "din 1979, întinderea gheții arctice a scăzut cu aproximativ 4,2% pe deceniu". Atât în 2008, cât și în 2009, întinderea minimă a gheții arctice a fost ceva mai mare decât în 2007. În alte perioade ale anului, întinderea gheții este uneori încă aproape de media din 1979-2000, ca în aprilie 2010, după datele Centrului Național de Date privind Zăpada și Gheața. Cu toate acestea, între acești ani, media generală a acoperirii cu gheață pare să fi scăzut de la 8 milioane de km2 la 5 milioane de km2.

### Polul Sud

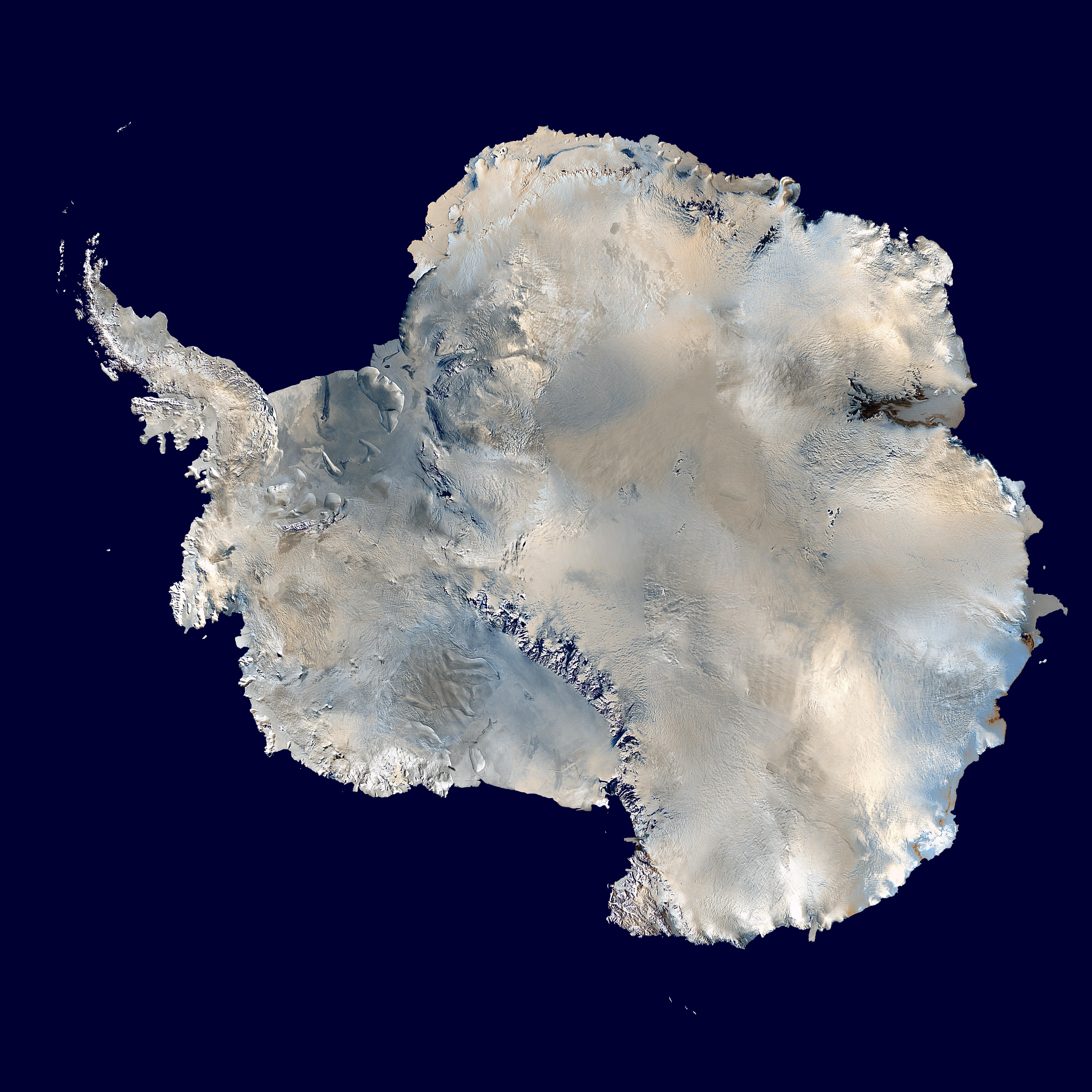
O imagine compusă din satelit a Antarcticii

Antarctica, masa terestră polară sudică a Pământului, este acoperită de calota glaciară antarctică. Aceasta acoperă o suprafață de aproximativ 14,6 milioane de km2 și conține între 25 și 30 de milioane de km3 de gheață. Aproximativ 70% din apa dulce de pe Pământ este conținută în acest strat de gheață.
Datele de la Centrul Național de Date privind Zăpada și Gheața arată că acoperirea cu banchiză a Antarcticii are o tendință ușor pozitivă în ultimele trei decenii (1979-2009).

### Cazuri istorice
În ultimele decenii, calotele polare ale Pământului au primit o atenție deosebită din cauza scăderii alarmante a gheții terestre și marine. NASA raportează că, de la sfârșitul anilor 1970, Arctica a pierdut în medie 53.900 de kilometri pătrați de banchize pe an, în timp ce Antarctica a câștigat în medie 18.900 km2 de banchize pe an. În același timp, Arctica a pierdut aproximativ 50 de kilometri cubi (gigatone) de gheață terestră pe an, aproape în întregime din stratul de 2,6 milioane de gigatone al Groenlandei. Pe 19 septembrie 2014, pentru prima dată din 1979, întinderea banchizei din Antarctica a depășit 20 milioane de kilometri pătrați, potrivit Centrului Național de Date privind Zăpada și Gheața. Întinderea gheții a rămas peste această extindere de referință timp de mai multe zile. Întinderea maximă medie între 1981 și 2010 a fost de 18,72 milioane de kilometri pătrați. În 2014, întinderea maximă într-o singură zi a fost atinsă la 20 septembrie, potrivit datelor NSIDC⁠(d), când branchiza a acoperit 20,14 milioane de kilometri pătrați. Maximul mediu pe cinci zile din 2014 a fost atins pe 22 septembrie, când branchiza a acoperit 20,11 milioane de kilometri pătrați, potrivit NSIDC⁠(d). Această creștere s-ar putea datora reducerii salinității Oceanului Antarctic ca urmare a topirii anterioare a stratului de gheață, prin creșterea punctului de îngheț al apei de mare.
Rata actuală de declin a calotelor polare a dus la numeroase cercetări și descoperiri privind dinamica ghețarilor și influența acestora asupra climei mondiale. La începutul anilor 1950, oamenii de știință și inginerii din cadrul armatei americane au început să foreze în calotele glaciare polare pentru a obține informații geologice. Aceste studii au avut ca rezultat "aproape patruzeci de ani de experiență și realizări în domeniul cercetării în foraje de carote de gheață polare de mare adâncime... și au stabilit tehnologia fundamentală de foraj pentru recuperarea de carote de gheață de mare adâncime pentru arhivele climatologice". Calotele polare au fost folosite pentru a urmări modelele climatice actuale, dar și modelele din ultimele câteva mii de ani, datorită urmelor de CO2 și CH4 găsite prinse în gheață. În ultimul deceniu, calotele polare au înregistrat cel mai rapid declin al dimensiunii lor, fără niciun semn real de recuperare. Josefino Comiso, cercetător științific principal la NASA, a constatat că "rata de încălzire în Arctica din ultimii 20 de ani este de opt ori mai mare decât rata de încălzire din ultimii 100 de ani". În septembrie 2012, banchiza a atins cea mai mică dimensiune din toate timpurile. Jurnalistul John Vidal a declarat că banchzia este "cu 700.000 de km pătrați sub minimul anterior de 4,17 milioane de km pătrați stabilit în 2007". În august 2013, întinderea medie a banchizei din Arctica a fost de 6,09m km2, ceea ce reprezintă 1,13 milioane de km2 sub media 1981-2010 pentru luna respectivă.

## Marte

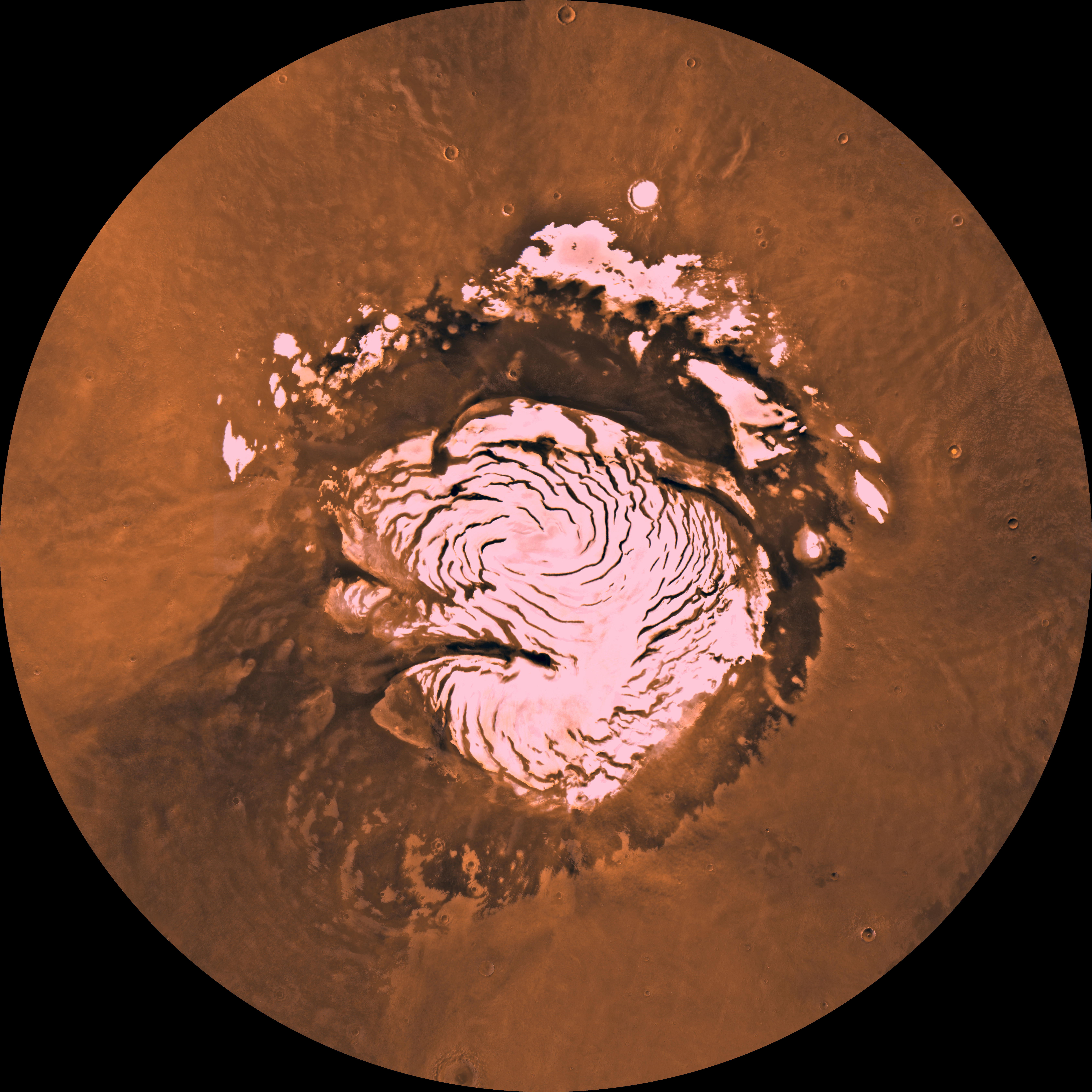
Regiunea polară nordică a planetei Marte cu calotă polară, compusă din imagini ale orbitatorului Viking 1 (mulțumită NASA/JPL-Caltech)

În afară de Pământ, planeta Marte are și ea calote polare. Acestea sunt formate în principal din apă și gheață, cu câteva procente de praf. Dioxidul de carbon înghețat constituie o mică porțiune permanentă din Planum Australe⁠(d) sau din depozitele stratificate polare sudice. În ambele emisfere, un îngheț sezonier de dioxid de carbon se depune în timpul iernii și se sublimează în timpul primăverii.
Datele colectate în 2001 de către misiunile NASA pe Marte arată că stratul de gheață rezidual din sud suferă o sublimare interanuală. Explicația cea mai larg acceptată este că fluctuațiile de pe orbita planetei provoacă aceste schimbări.

## Pluto
Pe 29 aprilie 2015, NASA a declarat că misiunile sale New Horizons au descoperit o caracteristică despre care se crede că ar fi o calotă polară pe planeta pitică Pluto. Zborul sondei pe lângă Pluto în iulie 2015 a permis spectrometrului de imagistică în ultraviolete Alice să confirme faptul că acea trăsătură era, de fapt, o calotă polară compusă din gheață de metan și azot.

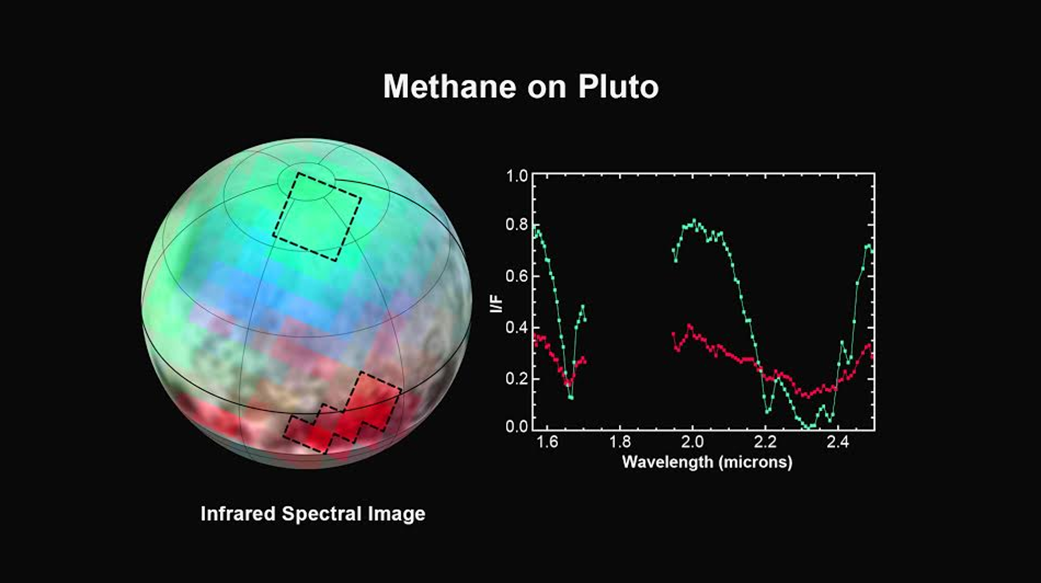
O fotografie care descrie metanul și azotul înghețat de pe Pluto, obținută de New Horizons